# Flushing, Queens
Flushing är en stadsdel i Queens i New York. En stor del av invånarna i dag härstammar från Asien. Ibland kallas Flushing för det "riktiga" Chinatown.
En stor del av Flushing utgörs av parkområdet Flushing Meadows-Corona Park, där man bland annat finner de stora idrottsanläggningarna Citi Field för baseboll och tennisbanorna där US Open i tennis spelas varje år sedan 1978. Centercourt är Arthur Ashe Stadium.
Flushing är slutstation för linje 7 i New Yorks tunnelbana. Stadsdelen kan även nås med Long Island Rail Road, färja från Manhattan och bil. I stadsdelen ligger även LaGuardia Airport, den tredje största flygplatsen i New York-området.

### Fotnoter
1. ↑  ”US Open” (på engelska). International Tennis Federation. Arkiverad från originalet den 5 september 2015. https://web.archive.org/web/20150905212049/http://www.itftennis.com/about/grand-slam%C2%AE/us-open.aspx. Läst 15 september 2015.